# Barbus venustus
The Red Pangani Barb (Barbus venustus) là một loài cá vây tia trong họ Cyprinidae.
Nó được tìm thấy ở Kenya và Tanzania.
Các môi trường sống tự nhiên của chúng là sông và hồ nước ngọt. Its status is insufficiently known.